# Ture Nerman-priset
Ture Nerman-priset är ett pris som delas ut av IOGT-NTO till en "orädd och självständig skribent som gör världen synlig och gripbar och som står på de mångas och utsattas sida".

## Pristagare
- 1987 Peter Curman
- 1988 Allan Edwall
- 1989 Sven Wernström
- 1990 Ingrid Sjöstrand
- 1991 Helga Henschen
- 1992 Åke Olsson
- 1993 Cecilia Torudd
- 1994 Bengt Pohjanen
- 1995 Bengt Berg
- 1996 Leif Ericsson
- 1997 Claes Eriksson
- 1998 Maria-Pia Boëthius
- 1999 Stefan Jarl
- 2000 Viveka Heyman
- 2001 Ulf Lundkvist
- 2002 Anna-Maria Hagerfors
- 2003 Kjell A. Johansson
- 2004 Bengt Nerman
- 2005 Ingela Romare
- 2006 Bunny Ragnerstam
- 2007 Kaa Eneberg